# Rio Paraú
O rio Paraú é um curso de água que banha o estado do Rio Grande do Norte, no Brasil. O principal município por onde passa é Assú.
Nasce na Serra de João do Vale a 700 metros de altitude no município de Campo Grande e segue no sentido norte e deságua no rio Piranhas na altura da cidade de Assu, após percorrer 80 km. Ele banha as cidades de Triunfo Potiguar e Paraú.
Sua capacidade de acumulação de água é de 76.349.000 m³ (Açude Mendobim), seu volume atual (dados coletados em 1998) é de 37.522.197. Outro açude localizado nesse rio é o Beldroega em Paraú, possuindo uma capacidade de 10.000.000 m³.